# Телефонска говорница
Телефонска говорница је телефон са кога се може, уз убацивање жетона, новчића или телефонске картице, обавити телефонски разговор. Телефонске говорнице се постављају на локацијама где се креће већи број људи (тргови, пијаце, болнице, станице, аеродроми...) и где телефонске компаније очекују да ће се остварити приход од телефонског саобраћаја.
Телефонске говорнице, у том случају телефонске кабине, су монтиране по поштама служе за обављање као локалних али међуградских и међународних разговора, при чему се у почетку веза остваривала уз помоћ телефонисткиње.
Не дуго после открића телефона 1875. пуштена је у рад прва телефонска говорница у Чикагу 1893. 
Београд, Пожаревац, Ћуприја, Ниш и Смедерево су већ 1901. добили своје прве телефонске кабине. 
Шабац и Обреновац су то учинили 1902. 
Дуго су телефонске говорнице биле на чисто механичком принципу. Осим оних по поштама говорнице (барем код нас) су могле да се користе само за локални саобраћај. 
Пошто би се подигла слушалица било је потребно убацити одговарајући новчић или жетон а потом бирати везу. Разговор би се аутоматски прекидао после три минута. Жетон је био обично комад метала сличан новцу који се куповао по трафикама у служио за искључиво за телефонирање. Цена ми се мењала према постојећем ценовнику тако да је био бољи од новца јер при промени ценовника није требало вршити никакве интервенције на говорници.
На филмовима из Америке, на пример, често се могла видети сцена када телефонисткиња из централе каже кориснику да убаци још новчића јер ће прекинути везу. Корисник, бар на филму, је то и чинио. Како је то телефонисткиња контролисала, да је убачено довољно новца?
Никада није било довољно исправних говорница, пред њима су се стварали редови а често су биле у квару. Говорнице и жене су биле захвалне теме карикатуристима, алузија је била, наравно, на дужину разговора.
Говорнице су биле редовне жртве вандала који су им наносили штету из забаве или из освете што у датом моменту нису биле исправне.
Говорнице су имале обичај да „прогутају“ новчић, а да разговор не обавите. Са друге стране корисници су вршили разне експерименте да „преваре“ говорницу. Убацивани су разни метални предмети (блокеји на пример) а било је и „иноватора“ који би пробушили новчић везали га канапом и по обављеном разговору извлачили га напоље.
У једном моменту наша „жута“ двобанка је била истих димензија као и швајцарски франак (који је тада вредео 50 пута више). Наши „сналажљиви“ гастарбајтери су то брзо схватили па је у Швајцарској, хитно, развијена говорница која није само контролисала димензије већ и тежину новчића.
У једном кратком периоду развоја постојале су и „мобилне“ телефонске говорнице. То је био неки хибрид који се развијао паралелно са мобилним телефонима. На неком тргу на висини неколико метара се налазила „Црвена тачка“ тј радио уређај. Коришћењем посебног телефона (који је личио на мобилни али био 10 пута јефтинији) могао је да се обави телефонски разговор при чему је власник тог телефона могао само да зове. Неопходан услов је био и да постоји оптичка видљивост између корисника и „Црвене тачке“. 
Ових говорница је било нарочито много у Паризу (помиње се цифра од 3.000) а Србија је ову фазу развоја прескочила.
У прво време говорнице су углавном биле у кабинама (да би се сачувала приватност разговора). Даљим развојем цивилизације, схваћено је да више нико никога не слуша, па су развијене говорнице полуотвореног типа, како из хигијенских разлога, тако и да имају само надстрешницу да корисника заштите од атмосферија.
Седамдесетих година уводе се пластичне картице уместо новчића и жетона. Сада је могуће обављати и међумесне и међународне разговоре.

## Галерија
- Говорница са картицом "Музеј ПТТ"
- Говорница "Сименс" "на ситан новац" са обртним бројчаником, Музеј ПТТ
- Говорница "на ситан новац" са обртним бројчаником, Еи Ниш, Музеј ПТТ
- Говорница Еи Пупин са ситним новцем и картицама, Музеј ПТТ
- Дигитална говорница "Искра", Музеј ПТТ
- Улична дигитална телефонска говорница , са картицама, стари део града Никити у Грчкој 2022.г.
- Телефонска говорница . Љорет де Мар Шпанија